# 공익사업선정위원회
공익사업선정위원회는 비영리민간단체 공익활동 지원사업의 선정에 관한 사항을 심의 및 의결하기 위하여 설치된 대한민국 안전행정부 소속의 행정위원회이다. 위원회 성격은 심의위원회이다.

## 설치 근거
- 비영리민간단체지원법 7조
- 비영리민간단체지원법 시행령 6조

## 기능
- 비영리민간단체 공익활동 지원사업의 선정 및 금액결정
- 당해 연도 지원사업의 평가방향 결정
- 기타 지원사업의 심사·선정 및 평가과정 등에서 제기되는 중요사항 심의·의결

## 구성
- 위원장 : 위촉직(호선)
- 위원
  - 위촉직(15) : 학계 7명, 법조계 1명, 연구계 1명, 기타 6명

## 운영
- 본회의